# Cüneyt Kaya
Cüneyt Kaya (* 1980 in Berlin-Wedding) ist ein deutscher Regisseur, Drehbuchautor und Filmproduzent.

## Leben
Cüneyt Kaya lebt und arbeitet in Berlin. Nach dem Abitur studierte er Mathematik an der Freien Universität Berlin, bevor er sich dem Film zuwandte. Von 2004 bis 2006 drehte er im Auftrag der EU mehrere Dokumentarfilme über die Flüchtlingsentwicklung in Europa. Der besondere Fokus lag dabei auf England, Polen, Italien und Spanien, wo er jeweils über mehrere Monate hinweg in Zusammenarbeit mit lokalen Filmemachern recherchierte und drehte.
In den Jahren 2009 und 2010 arbeitete er mit Hans Weingartner an dem Film Die Summe meiner einzelnen Teile. Peter Schneider wurde für die Hauptrolle für die Lola der deutschen Filmakademie als bester Hauptdarsteller nominiert. Ummah – Unter Freunden markierte 2013 sein Spielfilmdebüt. In dem Film um einen Undercover-Polizisten, der in der arabisch-türkischen Szene in Berlin untertaucht und neue Freundschaften schließt, spielten Frederick Lau, Kida Khodr Ramadan und Sami Nasser. Kaya hat Kida Khodr Ramadan zu einer Nominierung für die beste Nebenrolle bei der Lola der deutschen Filmakademie inszeniert.
Kaya führte Regie bei der 2018 erschienenen Komödie Verpiss dich, Schneewittchen mit Bülent Ceylan in der Hauptrolle und war am Drehbuch zu Detlev Bucks Asphaltgorillas beteiligt. Blockbustaz (Staffel 2) wurde 2018 bei ZDF Neo ausgestrahlt und hat die bis dahin höchste je erreichte Quote für den Sender erreicht. Zudem wurde die Serie als beste Serie beim Jupiter Award 2019 nominiert. Am 17. April 2020 wurde sein Hochstapler-Drama Betonrausch mit David Kross, Frederick Lau und Janina Uhse auf Netflix veröffentlicht. Die vierteilige Miniserie Der Weihnachtsgrummel wurde im Dezember 2020 im RBB ausgestrahlt und hatte auf vier aufeinanderfolgenden Tagen die Höchstquote beim RBB: Zu Weihnachten 2020 wurde sein Märchen Sechs auf einen Streich – Das Märchen vom goldenen Taler ausgestrahlt. Am 2. März 2021 wurde das Märchen für den Grimmepreis nominiert. 2021 hat Kaya für die ARD den Krimi Wolfsland – 20 Stunden gedreht. Der Krimi hatte bei der Ausstrahlung am 23. Dezember 2022 den Tagessieg mit einer Quote von 23,8 % geholt. In der zweiten Jahreshälfte 2021 drehte er für Warner TV gemeinsam mit Detlev Buck die Serie German Genius mit Kida Ramadan und Ricky Gervais.

## Filmografie
- 2005: Man Who Quits Smoking, Kurzfilm (Regie)
- 2011: Die Summe meiner einzelnen Teile, Spielfilm (Co-Autor)
- 2013: Ummah – Unter Freunden, Spielfilm (Regie, Buch)
- 2016: Dimitrios Schulze, Fernsehfilm (Regie)
- 2018: Blockbustaz – Willkommen in der Hood, Fernsehserie, 6 Folgen (Regie)
- 2018: Verpiss Dich, Schneewittchen, Spielfilm (Regie, Co-Autor)
- 2018: Asphaltgorillas, Spielfilm (Co-Autor)
- 2020: Betonrausch, Spielfilm (Regie, Drehbuch)
- 2020: Der Weihnachtsgrummel, Mini-Serie (RBB)
- 2020: Sechs auf einen Streich – Das Märchen vom goldenen Taler (Fernsehreihe, Regie)
- 2021: German Genius, Serie (Warner)
- 2022: Wolfsland: 20 Stunden, Fernsehreihe (Regie)
- 2024: Crooks, Fernsehserie (Regie, 3 Folgen)